# Sorokî, Horodenka
Sorokî (în ucraineană Сороки) este o comună în raionul Horodenka, regiunea Ivano-Frankivsk, Ucraina, formată numai din satul de reședință.

## Demografie
Componența lingvistică a comunei Sorokî
     Ucraineană (99,42%)
     Alte limbi (0,29%)
Conform recensământului din 2001, majoritatea populației comunei Sorokî era vorbitoare de ucraineană (99,42%), existând în minoritate și vorbitori de alte limbi.